# Rosa Luxemburg (film)
Rosa Luxemburg är en västtysk biografifilm från 1986 i regi av Margarethe von Trotta. Filmen belönades 1986 med Tyska filmpriset för bästa film.

## Medverkande (i urval)
- Barbara Sukowa – Rosa Luxemburg
- Daniel Olbrychski – Leo Jogiches
- Otto Sander – Karl Liebknecht
- Adelheid Arndt – Luise Kautsky
- Jürgen Holtz – Karl Kautsky
- Doris Schade – Clara Zetkin
- Hannes Jaenicke – Kostja Zetkin
- Jan Biczycki – August Bebel
- Karin Baal – Mathilde Jacob
- Winfried Glatzeder – Paul Levi
- Regina Lemnitz – Gertrud
- Barbara Lass – Rosas mor
- Dayna Drozdek – Rosa, sex år gammal
- Henryk Baranowski – Josef, Rosas bror
- Patrizia Lazreg – Josefs dotter
- Charles Régnier – Jean Jaurès